# Báo săn châu Mỹ
Báo săn châu Mỹ (Miracinonyx) là một chi thuộc họ mèo với ít nhất hai loài, chúng sinh sống ở Bắc Mỹ vào thế Pleistocene (2.6 triệu năm trước—12,000 năm trước) và có hình thể giống với báo săn hiện đại. Loài này chỉ được biết tới từ những mảnh xương.
Loài loài được công nhận trong chi này là Miracinonyx inexpectatus và Miracinonyx trumani. Đôi khi loài thứ ba, M. studeri, cũng được thêm vào, nhưng nó thường được xem là một từ đồng nghĩa với M. trumani. Cả hai loài đều rất giống báo săn hiện đại, với khuôn mặt ngắn và lỗ mũi rộng để lấy nhiều oxy và đôi chân dùng để chạy nhanh. Tuy nhiên, những điểm tương đồng có thể không được thừa hưởng từ một tổ tiên chung, mà thay vào đó có thể là kết quả của tiến hóa song song hay tiến hóa tội tụ. Loài này lớn hơn báo săn hiện đại và tương đương với báo sư tử hiện đại. Khối lượng cơ thể khoảng 70 kg (150 lb), với chiều dài đầu-thân khoảng 170 cm (67 in), đuôi dài khoảng 92 cm (36 in) với chiều dài tới vai 85 cm (33 in). Các cá thể lớn có thể nặng hơn 95 kg (209 lb).